# Тарас Шевченко у світовій літературі

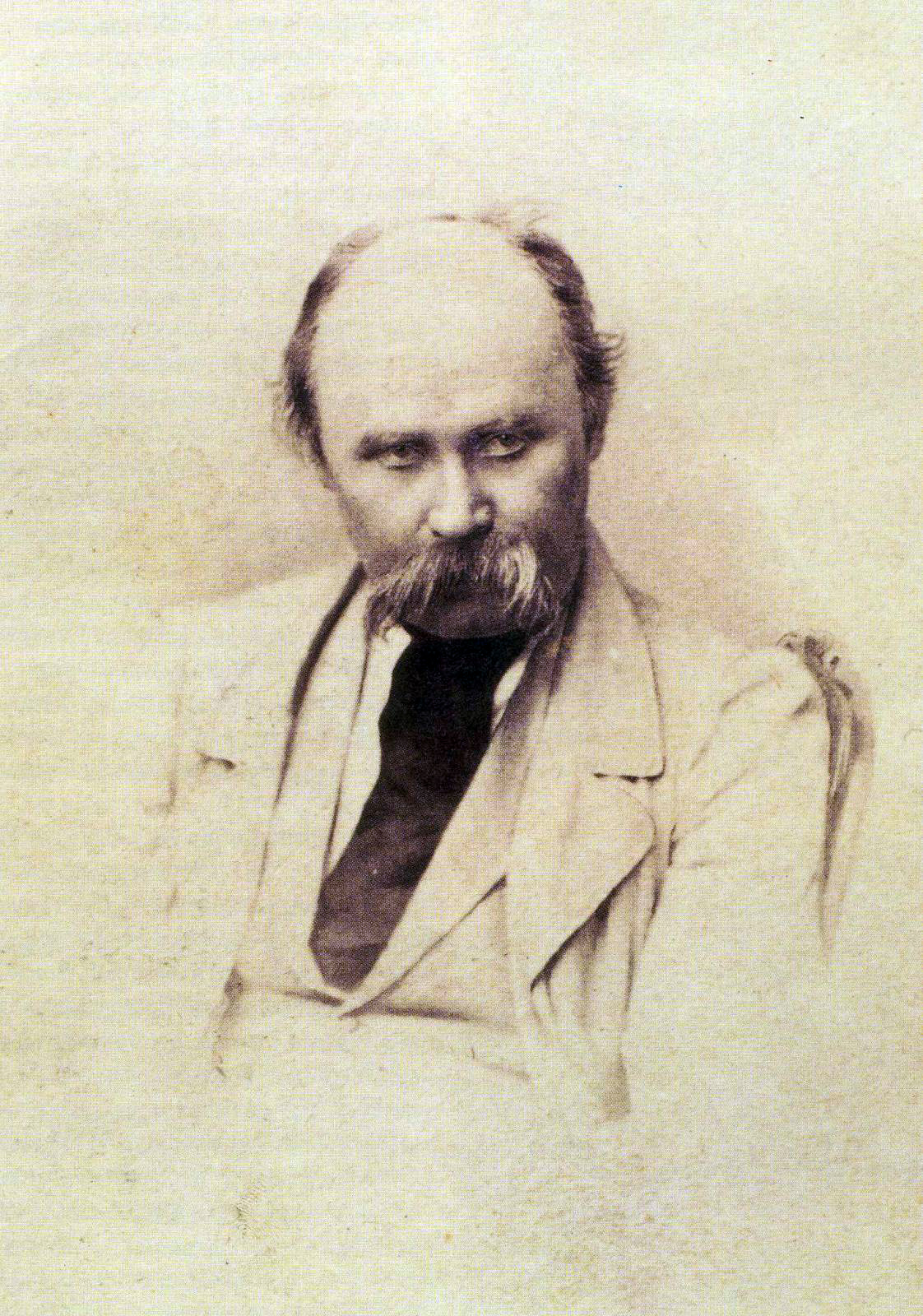
Тарас Шевченко, світлина 1860 року

Літературні твори Тараса Шевченка всесвітньо відомі, їх переклали 147 мовами світу і вони стали невіддільною частиною національної культури багатьох народів. Твори поета в перекладах на інші мови почали з'являтися ще за його життя, зокрема, у 1860 році вийшов «Кобзар Тараса Шевченко у перекладі російських поетів». До збірки «Кобзар» увійшло 8 творів «Думи мої, думи, лихо мені з вами», «Тарасова ніч», «Перебендя», «Катерина», «Тополя», «Думка», «До Основ'яненка», «Іван Підкова».

## Історія
Ознайомлення з літературною спадщиною Тараса Шевченко за кордоном почалося ще за його життя і згодом набуло там великого розмаху. У 1840-х роках з'явилися перші відгуки про Шевченкові твори у польській і чеській критиці. Але широкий і цілеспрямований інтерес до поезії Шевченка почав формуватися серед слов'янських народів наприкінці 1850-х—60-х років, свідченням цьому є значна кількість присвячених йому статей (переважно польських) і перші переклади його творів польською, чеською і болгарською мовами (Л. Совінського, А. Гожалчинського, Й. В. Фріча, Р. Жинзифова й інших діячів). У слов'янських літературах, на відміну від західноєвропейських, критичні й наукові-інформаційні праці про Шевченка і перекладання його поезій з'являлися паралельно, із більш-менш врівноваженним процесом освоєння його творчості. Водночас виходили ґрунтовні статті про його творчість, зокрема чеських авторів Е. Ваври, В. Дундера, Й. Первольфа.
У другій половині XX століття творчість Шевченка найактивніше освоювалася в європейських країнах соціалістичного табору. Нові збірки перекладів його творів з'явилися в Польщі, Чехословаччині, НДР, Болгарії, Румунії та інших країнах. Збагатили європейську наукову Шевченкіану праці таких відомих вчених, як Т. Павлов, Ю. Доланський, Ф. Вольман, Е. Вінтер, В. Кубацький, Е. Анд'ял та чимало інших. З'явилися монографії й колективні збірники про творчість Шевченка та її зв'язки з відповідними національними культурами (М. Мольнара, С. Русакієва, М. Ласло-Куцюк, збірник «Революціонер-демократ Тарас Шевченко», виданий в НДР).
На початку XX століття Західна Європа та Америка мали можливість ширше ознайомилися з творчістю автора «Кобзаря». У зв'язку з відзначенням у 1911 і 1914 роках ювілеїв Шевченка з'явилися ґрунтовні праці про його творчість, західноєвропейськими мовами вийшли перші високохудожні переклади його творів, зокрема німецькою (збірка Ю. Віргінії, 1911) і англійською (збірка Е. Л. Войнич, 1911), активно пропагували його поезію зарубіжні журнали.
| Ліві лапки | Я радий, що можу додати свій голос до тих, що вшановують великого українського поета Тараса Шевченка. Ми вшановуємо його за великий вкладу культуру не тільки України, яку він дуже любив і так промовисто описував, а й культуру світу. Його творчість є благородною частиною нашої історичної спадщини. — Джон Ф. Кеннеді | Праві лапки |

Популярність Шевченкових творів особливо бурхливо зростала в час національно-визвольних війн різних народів (у Польщі — перед 1863 роком, в Болгарії під час війни проти турецького поневолення у 1860-х—70-х роках, саме тому поета перекладали на багато різних мов.

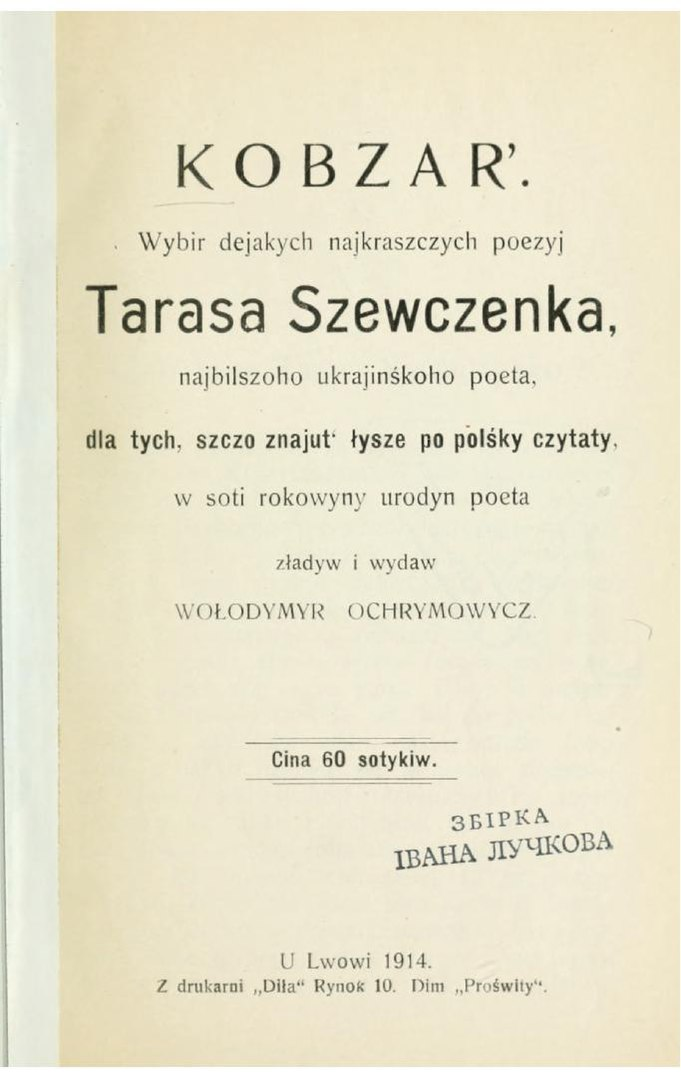
«Кобзар» 1914 року, виданий латинкою

Творчість Шевченка належить до одного із найвидатніших європейських і світових явищ. Літературознавці зауважують, що попри велику кількість революційно-демократичних письменників у XIX столітті, жоден з них не піднявся до такого рівня народної шани і популярності, яку мав Шевченко. «Кобзар» ознаменував собою демократизацію світової літератури, приверненням уваги до соціальних проблем, які залишалися невідомими для елітарної культури і були для неї одкровенням. За словами Вадима Скуратівського: «вікове горе мас, по суті, не мало своїх літературних уст, не розверзалося ними, не прорізалося своїм художнім голосом». На думку дослідників хоча й існували окремі літературні спроби інших письменників, але вони були настільки «несміливі» й наслідувальні стосовно панівної культури, що ставали «панською іграшкою», а не масштабним мистецьким явищем і національно-соціальним викликом, яким була творчість Шевченка. Саме Шевченко вперше в історії порушив багатовікову «німоту» соціальних «низів», через що збірка «Кобзар» отримала світове значення. «Українським словом» вперше «заговорили» невідомі досі для елітарної культури «світи», своєю творчістю поет демократизував європейську та світову літературу.
Також Шевченко став унікальним явищем у світовій літературі, тому що не існує відповідних аналогів поета у письменстві інших народів, у плані доступної форми донесення до інших народів менталітету нації (українців), його світоглядних позицій та зображення усіх історичних перипетій, які довелось пройти українцям на шляху державотворення.
Велика різноманітність перекладів творів Шевченка в світі стала прикладом його світового визнання, пошани та зацікавленості серед представників різних національностей. Твори Шевченка перекладені всіма слов'янськими мовами, а також грузинською, вірменською, казахською, узбецькою, німецькою, англійською. французькою, данською, новогрецькою, іспанською, хінді, японською, в'єтнамською, корейською, румунською, італійською, угорською, малайською, бенгальською. Адже він часто звертався до національно-визвольної тематики не лише українського народу, показуючи цим потребу боротьби окремих осіб не лише як громадян певної держави, а як індивідуумів.
Багато прихильників і популяризаторів творчості та імені Шевченка було й серед грузинської громадськості. Поет і громадський діяч А. Церетелі, що був знайомий з Шевченком, читав про нього доповідь у 100-ліття з дня народження.
| Ліві лапки | Велика сила прийшла з Правобережної України, справжній обновитель української літератури… В історії всесвітньої літератури мало таких прикладів, щоб 26-літній поет виступив з такими зрілими творами перед народом, як Шевченко… В історії світової літератури він поставив собі пам'ятник, сильніший від бронзи — Альфред Єнсен, Нобелівський інститут Шведської академії наук | Праві лапки |

У другій половині XIX століття перекладання творів Шевченка розгорнулося також в Чехії (Р. Єсенська, Р. Покорний та інші), Болгарії (Л. Каравелов, П. Славейков та інші), Сербії (В. Николич та інші), Хорватії (А. Харамбашич). Значний внесок у справу інтерпретації Шевченка іноземними мовами зробили відомі письменники і поети Л. Стоянов і Д. Методієв, А. Гідаш і Ш. Береш, Е. Вайнерт і А. Курелла, І. Буздугану і В. Тулбуре, Д. Максимович і И. Хрвачанин та інші. Великий внесок в ознайомлення й популяризацію творчості Шевченка на Заході зробила німецька поетеса Юлія Віргінія, що переклала вибрані твори поета німецькою мовою, додавши схвальну статтю щодо його творчості. У своїй статті вона зазначала, що успіх Шевченка не мав собі рівних в історії літератури і що він «має право займати у світовій літературі визначне місце».
| Ліві лапки | Шевченко цілком заслуговує на почесті, якими оточується. Він був більше, ніж українець — він був державним мужем і громадянином світу. Він був більше, ніж поет — він був хоробрим войовником за права і волю людей. — Ліндон Джонсон, президент США | Праві лапки |

У 1939 році Р. Меркицький переклав адигейською мовою поему Шевченка «Катерина». Того ж року адигейською мовою було видано збірку творів Шевченка «Вірші та поеми». Сюди ввійшли поеми «Катерина», «Кавказ», «Наймичка», поезії «О люди! Люди небораки», «Заповіт» та інші (переклади Р. Меркицький, М. Джанчатов). Ґрунтовну вступну статтю до збірки написав Д. Костанов. Пізніше з'явилися поезії, присвячені Шевченкові (Х. Андрухаєв «Тарас Шевченко» та інші). 1961 року опубліковано нові переклади творів Шевченка: «Заповіт», «Сон», «Гоголю» — перекладач — М. Паранук; вступ до балади «Причинна» (під назвою «Дніпро») — перекладач — Х. Ашинов.
Мовами народів Індії було здійснено 22 переклади «Заповіту». З 1920-х років здійснюються переклади творів Шевченка у Китаї, нинішній «Кобзар» китайською мовою містить понад 80 творів. Писав про Шевченка й кубинський письменник Мануель Діас Мартінес, який заявив, що український поет «сьогодні живе і бореться за незалежність разом з народами Центральної Америки. Я бачив там його, я чув там його пісню». В'єтнамський поет By Куан Фуонг відзначив, що «поезія Шевченка близька і зрозуміла всім волелюбним народам світу, вона нині наснажена високою моральною силою, його твори кличуть поневолені народи до боротьби за свою свободу».

## Переклади (вибірково)
Російською мовою:

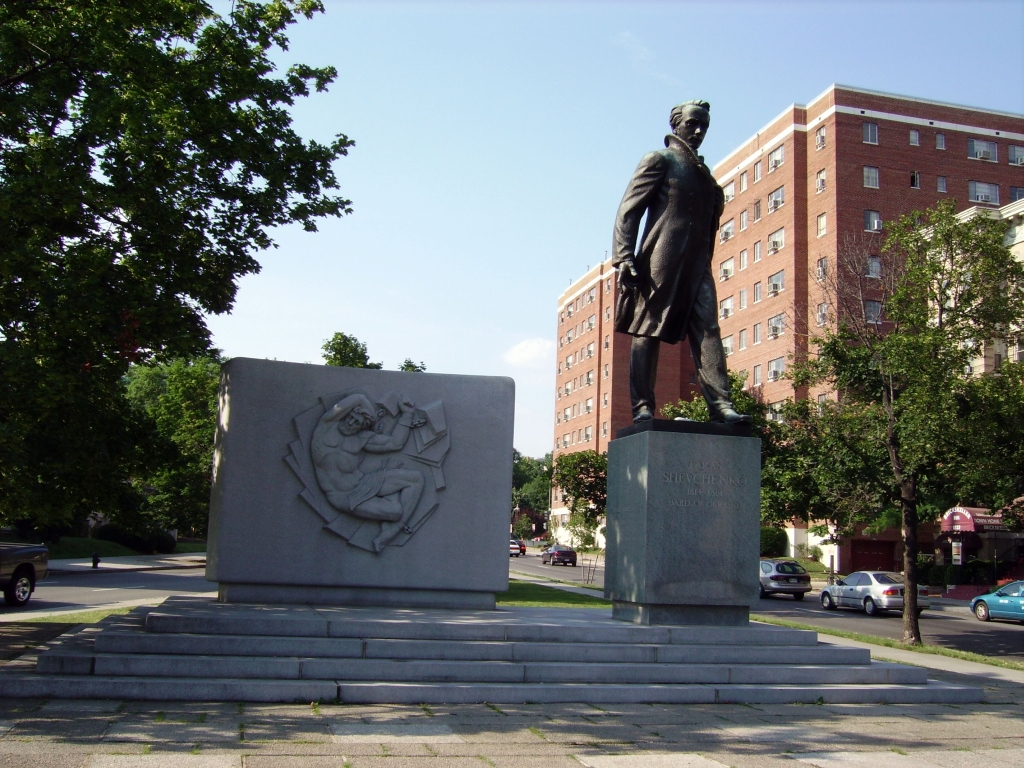
Пам'ятник Шевченку у Вашингтоні

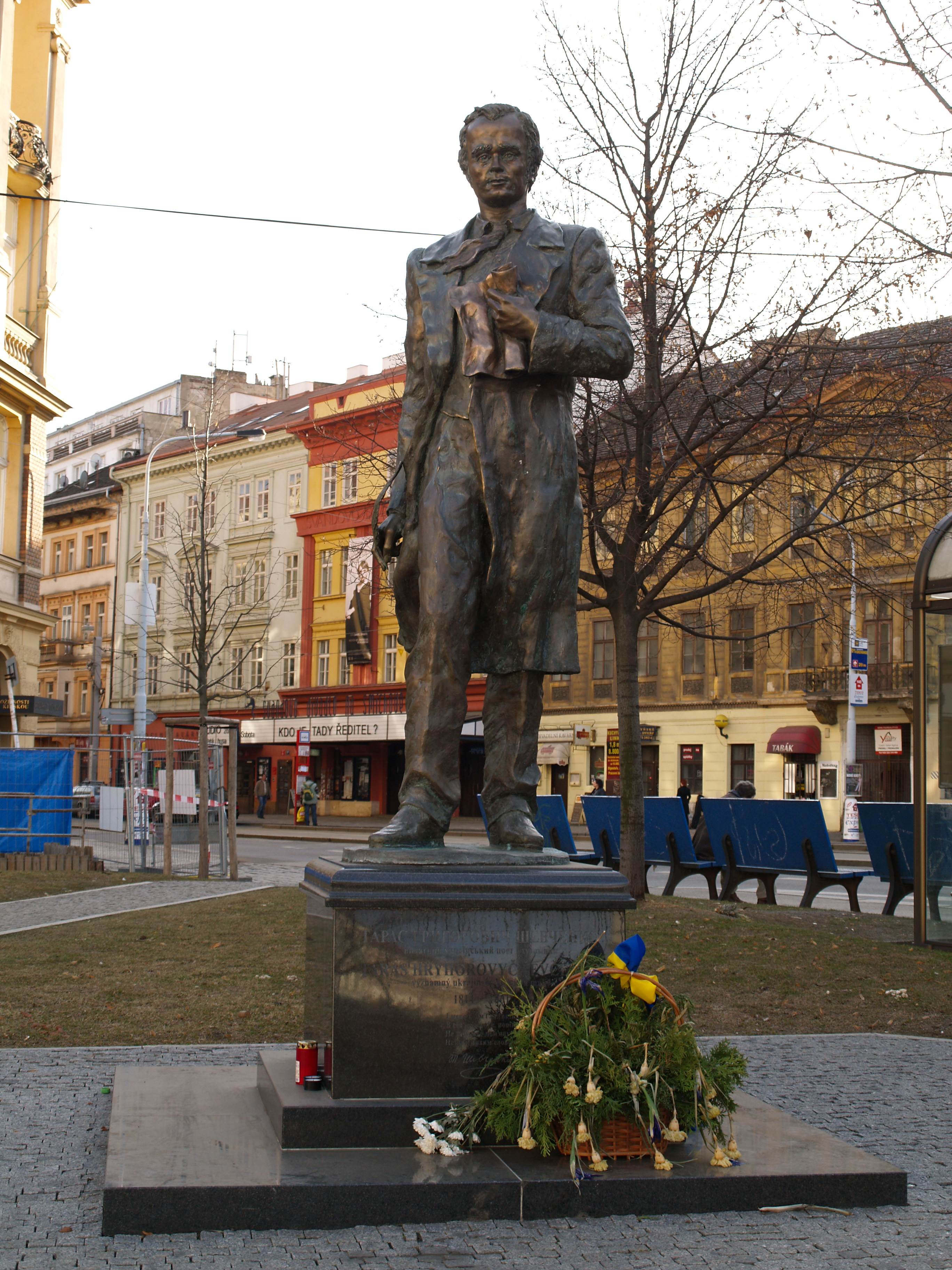
Пам'ятник Шевченку у Празі

Пам'ятник Шевченку у Римі

- Т. Шевченко. Собрание сочинений в 5 тт. (М., 1948 — 49, 1955 — 56, 1964 — 65)
- Т. Шевченко, Кобзарь (М., 1972), Т. Шевченко. Собрание сочинений (1 — 4, М., 1977)

Польською мовою:
- Т. Szewczenko. Wiersze wybrane (Л., 1913)
- T. Szewczenko. Zbiorek wybranych poezji (B., 1921)
- T. Szewczenko. Utwory wybrane (B., 1955)
- T. Szewczenko. Poezje wybrane (B., 1972)
- T. Szewczenko. Wybór poezji (Вроцлав, 1974)

Чеською мовою
- T. Ševčenko. Výbor básní (Прага 1900)
- T. Ševčenko. Výbor z dila největšiho básnika a buditele Ukrajiny (Прага, 1951)
- T. Ševčenko. Kobzar (Прага, 1953)
- T. Ševčenko. Nazar Stodola (Прага, 1958)
- T. Ševčenko. Hajdamáci (Прага, 1961)

Угорською мовою:
- T. Sevcsenko, Kobzos (Будапешт, 1953, 1961)

Румунською мовою:
- Т. Sevcenko. Cobzarul (Букарешт, 1957, 1963)

Сербо-хорватською мовою:
- Т. Ševčenko. Kobzar (Беоґрад, 1969)

Болгарською мовою:
- Т. (Шевченко. Избрани произведения (1 — 2. Софія, 1960)
- Т. Шевченко. Кобзар (Софія, 1964)

Німецькою мовою:
- Ausgewählte Gedichte von Taras Schewtschenko. Übertr. v. Julia Virginia (Ляйпціґ, 1911)
- T. Schewtschenko. Der Kobzar (1 — 2. M., 1951)
- T. Schewtschenko. Die Haidamaken und andere Dichtungen (Берлін, 1951)
- Die ukrainische Lyrik 1840 — 1940. Ausgew. u. übertr. v. H. Koch (Вісбаден, 1955, Шевченкові твори: стор. 8 — 21)
- Т. Schewtschenko. Der Kobzar (M., 1962)

Англійською мовою:
- Т. Shevchenko. Selected Poems. Transl. by C. A. Manning (Джерсі-Сіті, 1945)
- T. Shevchenko. The Kobzar of Ukraine. Transl. by A. J. Hunter (Вінніпеґ, 1922, Нью-Йорк-Вінніпеґ, 1961)
- T. Shevchenko. Song out of Darkness. Selected Poems transl. by V. Rich (Лондон, 1961)
- The. Poetical Works of Taras Schevchenko. The Kobzar. Transl. by C. A. Andrusyshen and W. Kirckonnell (Торонто, 1964, 1977)
- Т. Шевченко. Вибрані поезії. Укр. і англ. мовами (К., 1977)
- Т. Shevchenko. Selected Works. Poetry and Prose (M., 1979)

Французькою мовою:
- Anthologie de la littérature ukrainienne jusqu'au milieu du XIXe siècle (Париж, 1921, Шевченкові твори: стор. 98 — 121)
- Le Jean Hus de Ševčenko. Trad. par S. Borschak et R. Martel (у ж. Le Monde Slave 1930, 1, стор. 378 — 388)
- T. Chevtchenko. Poésies. Trad. par E. Guillevic (Париж, 1964)
- T. Chevtchenko. Le Peintre. Trad. par J. Lafond et Guillevic (Париж 1964)
- T. Chevtchenko (1814 — 1861). Sa vie et son œuvre. Recueil présenté par K. Uhryn et A. Joukovsky (Париж, 1964, переклади творів: стор. 79 — 116)
- Catherine. Poème de T. Chevtchenko, trad. par C. Szymanski (К., 1973)

Італійською мовою:
- Т. Scevcenko. Liriche scelte del «Cobzar». Versione e note di M. Lipovetzka e C. Meano (Мілян-Фльоренція-Рим-Неаполь-Палермо, 1927)
- T. Scevcenko. Liriche Ucraine. A cura di L. Salvini e di B. Sanminiatelli (Мілян, 1942)

Іспанською мовою:
- T. Shevchenko. Obras escogidas (M., 1964) (за участі Рафаеля Естрела-Льописа)